# Prawo sądowe polskiego średniowiecza
Prawo sądowe polskiego średniowiecza – faza rozwoju sądownictwa w okresie Polski średniowiecznej. W tym czasie ukształtowała się zasada stanowości prawa, a także swój rozwój przeżywało sądownictwo monarsze.

## Prawo prywatne
Prawo prywatne do połowy XIII w. było prawem zwyczajowym, będącym długo prawem niepisanym. Jego rozkwit przypada na okres słabego jeszcze wpływu władzy państwowej na stosunki prawne. Wpływ ten zaczął nabierać znaczenia poprzez działalność judykatury monarszej oraz struktur tworzącego się zarządu państwa. Pomimo tego, iż uregulowania prawne tego okresu miały swój własny charakter, zaczęły ulegać one wpływom i oddziaływaniom zewnętrznym.
Prawo prywatne w tym okresie miało na celu ochronę dobra i pozycji jednostki.

### Zdolność prawna i zdolność do czynności prawnych
Podmiotem prawa mógł być wyłącznie człowiek, ale tylko ten, który posiadał zdolność prawną. Dla prawa średniowiecznego osobami nie byli wówczas niewolnicy oraz pozbawieni praw wywołańcy, którzy byli umarli wobec prawa (śmierć fikcyjna).
Wprowadzone do Polski chrześcijaństwo skutkowało pojawieniem się pojęcia osoby prawnej. Zaczęto za nie uważać przede wszystkim instytucje duchowne: biskupstwa, kapituły, klasztory. Osoba prawna obok człowieka również posiadała zdolność prawną.
Zdolność do czynności prawnych następowało z chwilą, gdy dana osoba osiągała dojrzałość fizyczną. Statut warcki określił jednak lata prawne dla mężczyzn od lat 15, a dla kobiet od lat 12. Lata te jednocześnie uprawniały do zawarcia małżeństwa.
Dla okresu średniowiecza charakterystyczne były różnice w zakresie zdolności prawnej i zdolności do działania ze względu na:
- przynależność do grupy społecznej a później stanowej;
- płeć – pełnię praw posiadali dorośli mężczyźni, a dojrzała kobieta pozostawała pod opieką rodziny aż do wyjścia za mąż. Bardziej samodzielna była pozycja wdowy, która zarządzała majątkiem zmarłego męża aż do swojej śmierci;
- przynależność państwową;
- przynależność etniczno-wyznaniową – Żydzi nie mogli zawierać małżeństw z chrześcijanami, mogli mieszkać tylko w wyznaczonych im miejscach, ale mieli także szczególne prawa jak prawo pożyczania pieniędzy na procent. Także w procesie prowadzonym przez chrześcijan przeciw Żydowi poza świadkami chrześcijanami musieli przedstawić też świadków Żydów.

Tatarzy jako muzułmanie nie mogli zawierać małżeństw z chrześcijanami, nie mogli zasiadać w sejmikach, nie mogli pełnić funkcji urzędowych.

### Prawo osobowo-rodzinne
Do czasów Soboru Trydenckiego małżeństwo zawierano poprzez wspólne mieszkanie i oświadczenie woli o wejściu w związek małżeński. Łączono to także z dwiema kolejnymi umowami, jakimi były zmówiny oraz zdawiny. Samodzielnie za mąż wychodziły wdowy, natomiast pozostałe dziewczyny musiały mieć zgodę rodziców lub opiekunów a w ich braku krewnych. Brak wymaganej zgody powodowało utratę prawa do posagu.
Przy zawieraniu małżeństw kościelnych ważną rolę odgrywały zapowiedzi, a obok dawnych zmówin zawierano zaręczyny.
Zerwanie małżeństwa dochodziło do skutku przez śmierć jednego z małżonków a przed wprowadzeniem kościelnej formy zawierania małżeństwa także przez oddalenie żony z domu męża.
Każde z małżonków wnosiło do wspólnego gospodarstwa domowego odpowiedni wkład. Żona wnosiła wyprawę określaną też jako szczebrzuch, który zwiększał się wraz z trwaniem małżeństwa. Panienka wychodząca za mąż od ojca lub opiekuna dostawała posag, a jego zabezpieczeniem było wiano.
Stosunki majątkowe jakie istniały między małżonkami to:
- wspólnota majątkowa - majątek męża i żony stanowił całość, która w przypadku śmierci jednego z małżonków w całości przypadała drugiemu;
- rozdzielność majątkowa;
- jedność zarządu - przy rozdzielności majątkowej mąż zarządzał majątkiem żony. Ograniczony był jednak zgodą żony. W razie śmierci żony posag szedł do dzieci albo w przypadku ich braku wracał do rodziny żony[7].

### Prawo osobowo-majątkowe
W okresie średniowiecza to dzierżenie stanowiło kluczową kategorię systemu prawa majątkowego. Wraz z upływem lat nastąpiła zmiana w rozumowaniu pojęć takich jak dobro i majątek, czego efektem był podział na nieruchomości i ruchomości. Nieruchomością było wszystko to, co było związane z ziemią jako szczególnie wartościowym dobrem. Były one także dzielone na dziedziczne (łac. bona hereditaria) i nabyte (łac. bona aquisita). Wszystkie pozostałe rzeczy były ruchomościami, do których wstępnie zaliczano także zabudowania.
Nabycie nieruchomości dochodziło do skutku poprzez zawłaszczenie, jednak wymagało to spełnienia specyficznej formy prawnej. Ruchomości nabywało się przez zabór, czyli objęcie w posiadanie przez stałe użytkowanie gospodarcze. W czasach średniowiecznych znana była również instytucja zasiedzenia jako kolejna forma nabycia własności, dawniej określana mianem dawności.

#### Zobowiązania
Źródłami zobowiązań były:
- czyny niedozwolone, czyli delikty (łac. ex delicto) – samo wyrządzenie szkody prowadziło do powstania po stronie sprawcy obowiązku jej naprawienia;
- umowy formalne (łac. ex contracto) – dokonywane wraz z uroczystym przyrzeczeniem;
- umowy realne (łac. ex contracto) – dochodziły do skutku przez przyjęcie świadczenia do otrzymania rzeczy od drugiej strony.

Istniała możliwość umacniania umów. Najbardziej powszechnym zabezpieczeniem swoich wierzytelności był zastaw.

## Prawo karne
Statuty Kazimierza Wielkiego odróżniły czyny z winy umyślnej od winy nieumyślnej odnosząc się zawsze tylko do konkretnych przypadków. Występowały jednak i takie przypadki, które wyłączały przestępność. Były to:
- początek - zranienie nie było czymś co mogło stanowić przestępstwo jedynie wtedy, gdy zostało dokonane w wypadku, czyli początku. Praktyka rozszerzyła to na zabójstwa. Początkiem była zaczepka czynna lub słowna.
- wykonanie zemsty - z zachowaniem odpowiedniej formy była wyłączona z odpowiedzialności.
- wykonanie przez wierzyciela uprawnień - wynikających z odpowiedzialności umownej.
- zabicie polnego złodzieja (statut małopolski) - schwytanego nocą złodzieja na kradzieży zboża[11].

### Rodzaje przestępstw
W średniowieczu przestępstwa dzielono na większe i na mniejsze w zależności od wagi sprawy i właściwości sądu. Najwięcej zbrodni przypadających na XII i XIII stulecie to te ścigane z urzędu:
- działania wymierzone przeciw panującemu;
- zdrada stanu;
- przestępstwa przeciw religii panującej – herezja;
- przestępstwa przeciw interesom skarbowym państwa;
- przestępstwa przeciw władzom i sądom;
- przestępstwa urzędnicze;
- łotrostwa[14].

Występowały również przestępstwa ścigane ze skargi prywatnej:
- mężobójstwo;
- uszkodzenie ciała;
- obraz czci;
- gwałty – zarówno na osobie jak i majątku;
- podpalenie;
- kradzieże[15].

### Kary
Kary przybierały najczęściej charakter indywidualny. Odpowiedzialność zbiorowa ograniczała się do kręgu najcięższych przestępstw jako forma zaostrzenia kary oraz do wypadków, kiedy to współodpowiedzialność miała stanowić formę nacisku do wykrycia sprawcy przestępstwa.
Kary okresu wczesnopiastowskiego dostosowywane były do przestępstwa. Najbardziej powszechną postacią represji było wtedy prawo talionu. Kary, obok odpowiedzialności indywidualnej i zbiorowej dzielono na publiczne i prywatne oraz na zwykłe i kwalifikowane. Kary podzielono także na większe i mniejsze w zależności od wagi przestępstwa i właściwości sądu.

## Postępowanie sądowe
Postępowanie sądowe było kluczowym sposobem ochrony interesów polskiego średniowiecza. Spory toczyły się przede wszystkim między osobami indywidualnymi. Rozwijała się również judykatura monarsza. Istniały dwa rodzaje postępowań:
- postępowanie pozasądowe – dotyczyło sporów majątkowych oraz sporów o naruszenie życia lub zdrowia poszczególnych osób. Do egzekwowania swoich roszczeń można było stosować samopomoc, która później została zastąpiona postępowaniem polubownym.
- postępowanie monarsze – było postępowaniem urzędowym za naruszanie porządku i bezpieczeństwa publicznego[17].

Postępowanie arbitralne było najdawniejszym rodzajem postępowania. W związku z tym, że panujący nie był związany z żadnymi regułami postępowania oskarżony nie mógł oczyścić się z postawionych mu zarzutów. Monarcha wydawał często wyrok od razu po uzyskaniu informacji o popełnionym przestępstwie albo zaraz po wstępnym dochodzeniu. Monarsze w ściganiu sprawców zbrodni pomagali także lokalni urzędnicy.